# Панетоликос (футбольный клуб)
«Панетоликос» (греч. Παναιτωλικός Γυμναστικός Φιλεκπαιδευτικός Σύλλογος) — греческий футбольный клуб, представляющий в чемпионате своей страны город Агринион. Клуб основан в 1926 году, домашним стадионом клуба является арена «Панетоликос», вмещающая 7 220 зрителей. В Суперлиге Греции клуб провёл в общей сложности 4 сезона, дебютным из которых был сезон 1975/76. В сезоне 2013/2014 клуб добился наивысшего результата в чемпионатах Греции, в своей истории, заняв 9-е место.

## Достижения
- Греческая футбольная лига (второй по силе дивизион Греции):
  - Победитель (2): 1974/75, 2010/11.

## Тренеры
| - Драган Семёнович (2004) - Василис Ксантопулос (2004—05) - Статис Статопулос (2005—06) - Лисандрос Георгамлис (2006—07) - Василис Далаперас (2007) - Мирон Сифакис (2007—08) - Христос Василиу (2008) - Василис Далаперас (2008) - Спирос Марагос (2008) - Василис Ксантопулос (2008) | - Никос Кехагиас (01.07.2008—30.06.2009) - Василис Далаперас (2009) - - Синиша Гогич (01.07.2009—20.01.2010) - Гианнис Далакурас (19.01.2010—06.01.2011) - Бабис Теннис (06.01.2011—09.022012) - Такис Лемонис (09.02.2012—11.04.2012) - Гианнис Далакурас (12.04.2012—30.06.2012) - Никос Карагеоргиу (03.07.2012—23.01.2013) - Макис Хавос (23.01.2013—May 18.01.2015)) |  |